# 新田靖成
新田靖成，日本男性動畫師、人物設計師。出身於鳥取縣。東京動畫師學院畢業。以前隸屬於Studio Pierrot，現在是ZEXCS所屬。

## 主要參加作品

### 電視動畫
1990年代
- 如風如雲（1990年，動畫）
- 幽☆遊☆白書（1992年－1995年，原畫）
- NINKU -忍空-（1995年－1996年，原畫）
- 貓狐警探（日语：はいぱーぽりす）（1997年，原畫、作畫監督）
- 烈火之炎（1997年，原畫）
- 夢幻拉拉（1998年，原畫）
- 槍神Trigun（1998年，原畫）
- 超級娃娃戰士★莉卡（1999年，作畫監督）
- 天使不設防！（1999年，原畫）
- 六翼天使之聲（日语：セラフィムコール）（1999年，原畫）
- 庫洛魔法使（1999年，原畫）
- 海盜媽寶（日语：宇宙海賊ミトの大冒険）（1999年，原畫）

2000年代
- 幻影死神 Boogiepop Phantom（2000年，原畫）
- 喔！超级小奶糖（日语：OH!スーパーミルクチャン）（2000年，原畫）
- 無力君（日语：へろへろくん）（2000年，作畫監督）
- 袖珍女侍小梅（2000年，原畫）
- 愛上壞壞的死神（2000年，原畫）
- 銀河冒險戰記（2000年，原畫）
- 妹妹♥公主（2001年，人物設定、作畫監督）
- 七小花（2002年，OP原畫）
- 銀河天使Z（2002年，原畫）
- 迷糊天使（2002年，OP原畫）
- 妹妹公主 RePure（2002年，人物設定、作畫監督）※故事章節。
- 魔法咪路咪路（2002年，OP&ED原畫）
- 青出於藍（2002年，原畫）
- 圓盤皇女（2002年，原畫）
- 笑園漫畫大王（2002年，OP原畫）
- MOUSE（2003年，OP原畫）
- 奇諾之旅 -the Beautiful World-（2003年，OP&ED原畫）
- 急救超人兵團（2003年，原畫）
- 愛的魔法（2003年－2004年，人物設定、總作畫監督）
- 忘却的旋律（2004年，OP原畫）
- W ～Wish～（2004年，人物設定、總作畫監督）
- 索斯機械獸V（2005年，OP原畫）
- 學園快樂七福神 ～The·電視漫畫～（日语：はっぴぃセブン）（2005年，OP原畫）
- 初音島 Second Season（2005年，ED原畫）
- Canvas2 ～茜色的調色盤～（2005年－2006年，人物設定、OP作畫監督、ED作畫、過場插圖）[1]
- 獻上女神的祝福（2006年－2007年，視覺總監、ED原畫）
- 風之聖痕（2007年，人物設定）
- 蟲之歌（2007年，總作畫監督、作畫監督）
- 七色★星露（2007年，作畫監督）
- 我家有個狐仙大人（2008年，人物設定、總作畫監督、OP&ED作畫監督→OP&ED總作畫監督）[2]
- 鋼殼都市雷吉歐斯（2009年，助理導演、分鏡、演出）
- 海物語 ～有你相伴～（2009年，原畫）

2010年代
- 守護貓娘緋鞠（2010年，演出、作畫監督補佐、原畫）
- 神隱之狼（2010年，作畫監督、原畫）
- 青春CUP（2010年，作畫監督）
- 王牌投手 振臂高揮 ～夏季大會篇～（2010年，原畫）
- FORTUNE ARTERIAL 赤之約束（2010年，助理導演、分鏡）
- 天魔黑兔（2011年，分鏡、演出）
- 便·當（2011年，原畫）
- 要聽爸爸的話！（2012年，總作畫監督）
- 零之使魔F（2012年，原畫）
- 只要妳說妳愛我。（2012年，作畫監督、總作畫監督補佐、原畫、OP原畫、線稿監修）
- 能量獸之戰獸旋戰鬥（2012年，原畫）
- Q弟偵探因幡（2013年，原畫、OP原畫）
- 惡之華（2013年，總作畫監督、作畫監督）
- DIABOLIK LOVERS（2013年，作畫監督、原畫、OP原畫）
- 萌萌侵略者 OUTBREAK COMPANY（2013年，總作畫監督、過場插圖、原畫）
- Lady 寶石寵物（2014年，ED原畫、變身場面作畫）
- 漫畫家與助手（2014年，OP原畫）
- 妖怪手錶（2014年，原畫）
- 少年好萊塢 -HOLLY STAGE FOR 49-（日语：少年ハリウッド）（2014年，作畫監督、原畫）
- 春&夏推理事件簿 ～春太與千夏的青春～（2016年，作畫監督）
- 鬼斬（2016年，分鏡）
- 啟航吧！編舟計畫（2016年，關鍵格動畫師、作畫監督、原畫）
- 月色真美（2017年，總作畫監督）
- 和風喫茶鹿楓堂（2018年，分鏡、演出）
- 深夜！天才老爹（日语：深夜!天才バカボン）（2018年，原畫）
- 我喜歡的妹妹不是妹妹（2018年，下集預告插圖）
- 天空與海洋之間（2018年）作画監督
- 闇影詩章（2020年，配角設定[3]、作畫監督）

### OVA
- 我是大哥大!!（1993年，原畫）
- 銀河少女警察 The Animation（1999年，原畫）
- 極速戰警（日语：エクスドライバー）（2000年，原畫）
- 遙遠時空 -紫陽花物語-（日语：遙かなる時空の中で-紫陽花ゆめ語り-）（2002年，原畫）
- 夏色的沙漏（日语：夏色の砂時計）（2004年，人物設定）

### 電影動畫
- 劇場版 幽☆遊☆白書 冥界死鬥篇：炎之絆（1994年，原畫）
- 史萊姆冒險記 ～海邊耶，耶～（1999年，原畫）
- 劇場版 數碼寶貝大冒險02 前篇：數碼寶貝颶風登陸!!／後篇：超絕進化!! 黃金的數碼装甲／數碼暴龍大電影旋風危機（2000年，作畫監督補佐）
- WXIII 機動警察（2001年，原畫）
- 劇場版 魔法老師！ANIME FINAL（2011年，原畫）
- Arve Rezzle -機械化的妖精們-（日语：アルヴ・レズル -機械仕掛けの妖精たち-）（2013年，新人原畫指導）

### 網路動畫
- 煌羅萬象（日语：サイキックアカデミー煌羅万象）（2002年，原畫、OP原畫）

## 外部連結
- 新田靖成的X（前Twitter） （日語）